# I-Empire
I-Empire è il secondo album del gruppo alternative rock statunitense Angels & Airwaves. La data di pubblicazione mondiale è stata il 1º novembre 2007, solo per download digitale. L'album fu pubblicato su CD il 5 novembre nel Regno Unito e il 6 novembre in Nord America.

## Il disco
Gli Angels & Airwaves iniziarono a lavorare su I-Empire all'inizio del 2007. È il primo album registrato al Jupiter Sound (Macbeth's Studio).
In un'intervista del 20 maggio 2007 di Alternative Radio, la band annunciò che l'album era completo al 60-70% e che sarebbe uscito in ottobre o novembre. DeLonge affermò che l'album è la continuazione del primo; We Don't Need to Whisper parla della rinascita, mentre I-Empire della vita dopo la rinascita.
In un articolo del 30 maggio di Kerrang!, DeLonge dichiarò che il nome dell'album sarà I-Empire, ed affermò:
(parte dell'intervista di Kerrang!)
Nel concerto del 29 luglio 2007 dell'Everybody Hurts Tour, gli Angels & Airwaves suonarono quattro canzoni dell'album: "Secret Crowds", "Sirens", "Lifeline", e "Everything's Magic", ed una set acustica che comprende "Everything's Magic", "The Gift", "Good Day", "Do It for Me Now" e "The Adventure". Queste canzoni furono messe su Internet illegalmente come la prima versione dell'album.
La cover dell'album è stata disegnata dall'artista Drew Struzan, che disegnò anche quelle di Star Wars e Harry Potter.
Nella sua prima settimana l'album vende 66.000 copie, a differenza di We Don't Need to Whisper che ne aveva vendute 127.000. Nella sua seconda settimana vende 22.000 copie. Fino al maggio 2009 l'album ha venduto 255.000 copie negli Stati Uniti e 500.000 copie di vendite mondiali.

## Tracce
Tutti i brani sono stati scritti da Tom DeLonge, David Kennedy, Matt Wachter e Atom Willard.
1. Call to Arms - 5:05
2. Everything's Magic - 3:51
3. Breathe - 5:33
4. Love Like Rockets - 4:50
5. Sirens - 4:19
6. Secret Crowds - 5:02
7. Star of Bethlehem - 2:07
8. True Love - 6:08
9. Lifeline - 4:15
10. Jumping Rooftops - 0:45
11. Rite of Spring - 4:22
12. Heaven - 6:38

### Tracce bonus
1. It Hurts (Live from Del Mar) – 4:21 (UK, Indie)
2. The Adventure (Live from Del Mar) – 5:18 (Indie)
3. The Gift (Acoustic) – 3:48 (iTunes Bonus Edition)
4. The Adventure (Acoustic) – 3:18 (Target Bonus Edition)
5. Good Day (Acoustic) – 2:46 (Target Bonus Edition)
6. Everything's Magic (Acoustic) – 3:04 (Best Buy)
7. Do It for Me Now (Acoustic) – 3:46 (Best Buy)

## Singoli
- 2007 - Everything's Magic
- 2008 - Secret Crowds
- 2008 - Breathe

## Pubblicazioni
| Paese         | Data di pubblicazione |
| ------------- | --------------------- |
| Mondo         | 1º novembre 2007      |
| Corea del Sud | 5 novembre 2007       |
| Regno Unito   | 5 novembre 2007       |
| Stati Uniti   | 6 novembre 2007       |
| Canada        | 6 novembre 2007       |

## Classifiche

### Album
| Anno | Nazione   | Classifica            | Posizione |
| ---- | --------- | --------------------- | --------- |
| 2007 | U.S.      | Billboard 200         | 9         |
| 2007 | Australia | ARIA Album Chart      | 35        |
| 2007 | UK        | Official Albums Chart | 29        |
| 2007 | Irlanda   | Ireland Album Chart   | 70        |

### Singoli
| Anno | Singolo              | Classifiche di Billboard | Posizione |
| ---- | -------------------- | ------------------------ | --------- |
| 2007 | "Everything's Magic" | Modern Rock Tracks       | 11        |
| 2007 | "Everything's Magic" | Pop 100                  | 92        |

## Formazione
- Tom DeLonge - voce, chitarra
- David Kennedy - chitarra
- Matt Wachter - basso
- Atom Willard - batteria